# Radu Câmpeanu
Radu Câmpeanu (Bucarest, 28 febbraio 1922 – Bucarest, 19 ottobre 2016) è stato un politico rumeno.
Esponente del Partito Nazionale Liberale, nel 1948, al momento della presa del potere da parte del Partito Comunista Rumeno, fu arrestato e visse 8 anni da prigioniero politico. In seguito si rifugiò in Francia, dove proseguì la sua campagna attivista anticomunista, fino alla caduta del regime di Nicolae Ceaușescu avvenuta nel tardo 1989.
Nel 1990, rientrato in patria, rifondò il Partito Nazionale Liberale e si candidò alla presidenza della repubblica alle elezioni del 1990, ma fu sconfitto da Ion Iliescu.

## Gioventù, prigionia politica ed esilio
Nel periodo precedente la seconda guerra mondiale entrò nel Partito Nazionale Liberale e fu capo della sezione giovanile del partito. Durante la guerra frequentò studi giuridici ed economici all'Università di Bucarest. Al termine del conflitto partecipò alle proteste del 24-28 febbraio 1945 contro l'emergente Partito Comunista Rumeno che, facendo pressione sul re Michele I di Romania con il supporto dell'Unione Sovietica, riuscì ad ottenere le dimissioni del primo ministro Nicolae Rădescu e la nomina di Petru Groza. Il partito organizzò proteste nel corso di tutto il 1945. Nel 1948 il PCR proclamò la repubblica, mise fuori legge tutti gli altri partiti e ne arrestò i leader politici. Radu Câmpeanu rimase in carcere fino al 1956.
Nell'agosto 1973 riuscì ad emigrare in Francia insieme alla moglie Monica Papadopol e al figlio Barbu Câmpeanu. Qui fu un elemento politicamente attivo nella lotta al comunismo e figura riferimento per i rumeni in esilio. Nel 1977 lo scrittore anticomunista Paul Goma fu espulso dalla Romania e si rifugiò a Parigi. In virtù della vicinanza fra i due, Câmpeanu fu sospettato di collaborare con la polizia politica comunista, la Securitate, in qualità di informatore. Câmpeanu, in ogni caso, rifiutò sempre tali accuse.

## Dopo la rivoluzione del 1989
Dopo la rivoluzione romena del 1989 fece ritorno in patria. Rientrò in Romania il 4 gennaio 1990 e dopo due giorni rifondò il Partito Nazionale Liberale, che ottenne l'autorizzazione da parte del tribunale di Bucarest il 12 gennaio 1990.
Insieme al Partito Nazionale Contadino Cristiano Democratico (PNȚCD), il Partito Nazionale Liberale fu uno dei gruppi più influenti dell'opposizione all'egemonico partito del Fronte di Salvezza Nazionale di Ion Iliescu. Le proteste organizzate dai due partiti portarono alle prime mineriade e alla successiva repressione da parte delle autorità del governo provvisorio. Câmpeanu fu vicepresidente dell'organo di governo provvisorio guidato da Iliescu, il Consiglio Provvisorio di Unità Nazionale. Si trattò, tuttavia, di un ruolo simbolico, in quanto il potere era interamente in mano alla maggioranza del FSN.
In maggio si candidò alla presidenza della Repubblica, sfidando la leadership di Iliescu. Alle Elezioni presidenziali in Romania del 1990 ottenne il 10,64% delle preferenze, piazzandosi al secondo posto, dietro il favorito Ion Iliescu. Nel corso della stessa tornata elettorale del 1990, per le elezioni parlamentari, fu eletto senatore per Bucarest e poi nominato vicepresidente del senato (1990-1992).
Nel novembre 1991 il partito entrò nella coalizione elettorale Convenzione Democratica Romena promossa dal leader del PNȚCD Corneliu Coposu, formatasi per combattere lo strapotere del FSN in vista delle elezioni parlamentari del 1992. Su decisione di Câmpeanu, però, il PNL uscì dalla coalizione nell'aprile del 1992, causando diverse scissioni che portarono, alla fine, alla debacle del partito alle elezioni del 1992. Il PNL non riuscì neanche a superare lo sbarramento del 3% e non ottenne alcun seggio. Câmpeanu, inoltre, propose la candidatura dell'ex re Michele I alla presidenza. La proposta fu accompagnata da aspre critiche e non fu accettata dall'opinione pubblica. In conseguenza di tale sconfitta il congresso del PNL del 28 febbraio 1993 decise di sfiduciare Câmpeanu ed eleggere nuovo segretario Mircea Ionescu-Quintus.
Câmpeanu fu eletto al senato per una nuova legislatura solamente nel 2004. In quest'occasione il PNL si alleò al Partito Democratico nella coalizione Alleanza Giustizia e Verità.